# Filisto di Siracusa
Filisto di Siracusa (in greco antico: Φίλιστος?; Siracusa, 430 a.C. – 356 a.C.) è stato uno storico e militare siceliota del IV secolo a.C., autore di una Storia della Sicilia (Sikelikà).

## Biografia
Filisto nacque nel 430 a.C. a Siracusa e ricoprì importanti incarichi militari sotto Dionisio I e Dionisio II. Infatti, Dionisio I, del quale lo storiografo fu un notevole sostenitore, gli affidò, per molti anni, il comando della guarnigione di stanza ad Ortigia; tuttavia, nel 386 a.C. venne probabilmente esiliato ad Adria (città sotto il potere dei Siracusani): anzi, si suppone che la fossa Filistina, nei pressi di Adria (sede del suo esilio), abbia preso il nome proprio da Filisto. 
Non è chiaro se tornasse in patria sotto lo stesso Dionisio I o sotto Dionisio II, più probabilmente sotto il secondo, intorno al 366 a.C. Sotto Dionisio il Giovane fu probabilmente navarco. Le ultime notizie di cui disponiamo sulla sua vita, infine, riguardano lo scontro decisivo con Dione del 356 a.C., a cui egli partecipò come generale di Dionisio II, scontro che terminò con una sconfitta per lo storiografo: secondo Eforo di Cuma, dopo la sconfitta Filisto si sarebbe tolto la vita; secondo Timeo, invece, sarebbe stato torturato ed ucciso dal nemico.

## Sikelikà
Fu proprio durante gli anni dell'esilio che, secondo Plutarco, Filisto avrebbe scritto la sua opera storica, di cui non restano che pochi frammenti e che era dedicata alla storia della Sicilia. 
A quanto risulta, l'opera si componeva di due parti, poi considerate insieme con il titolo di Σικελικά (Sikelika): i primi sette libri partivano dalle origini (con il mitico regno di Kokalos) e giungevano fino alla conquista punica di Akragas (406/405 a.C.), mentre i restanti sei erano dedicati all'epoca contemporanea a Filisto - quattro sul regno di Dionisio I (fino al 367/366 a.C.) e due sul regno di Dionisio II (fino al 363/2 a.C.)
Filisto prese a modello Tucidide, al punto da adottare il dialetto attico pur essendo di stirpe dorica, anche se risulta severo il giudizio di Dionigi di Alicarnasso, che definisce Filisto, proprio per questo, un imitatore di Tucidide che non riesce ad eguagliare il suo modello. Più positivi, invece, i giudizi di Quintiliano e Cicerone che, in una lettera al fratello Quinto, scrive di Filisto:
(Epistulae ad Quintum fratrem, II 11, 4)